# St. Hyazinth (Bytom)

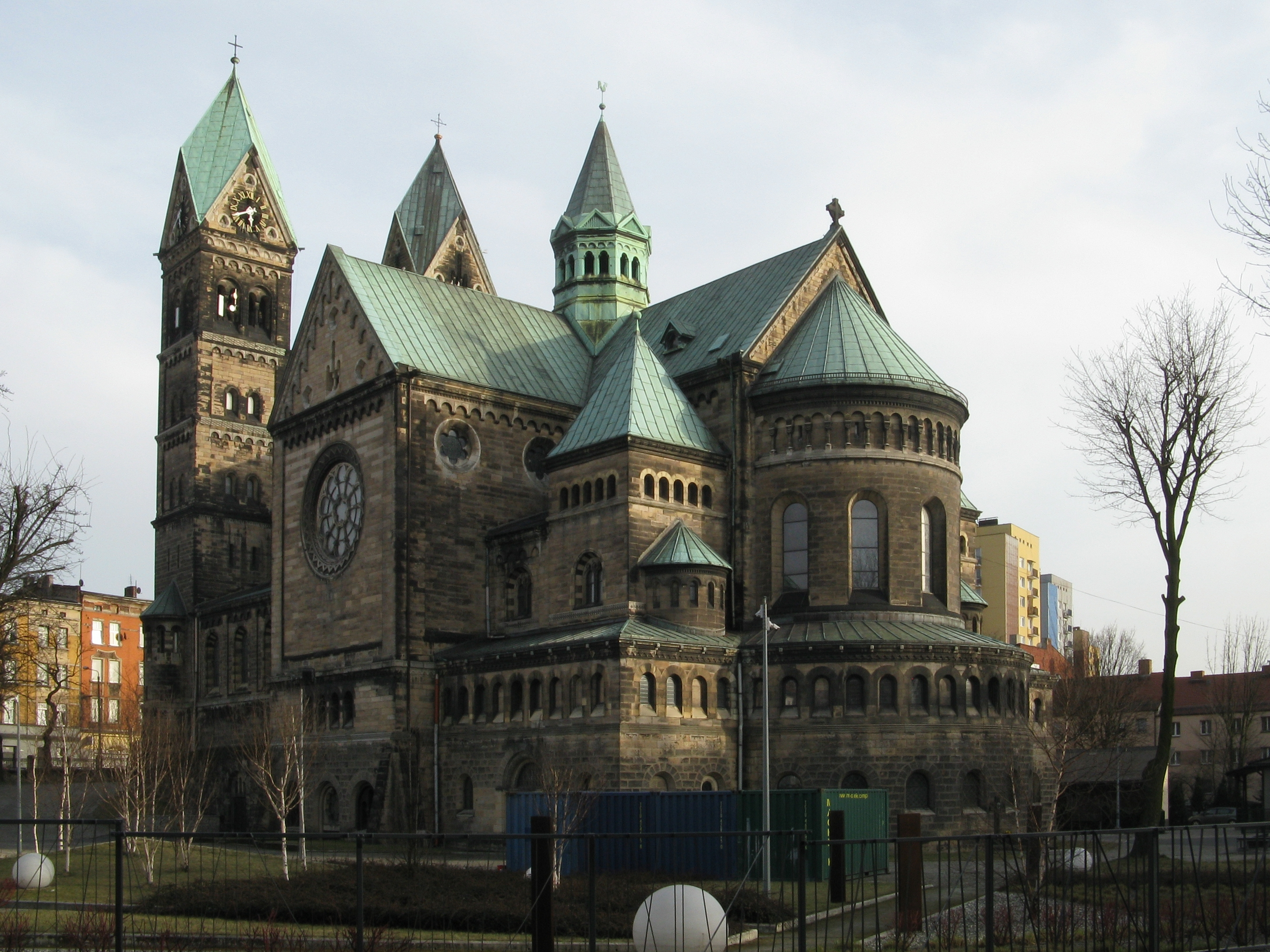
St. Hyazinth Roßberg

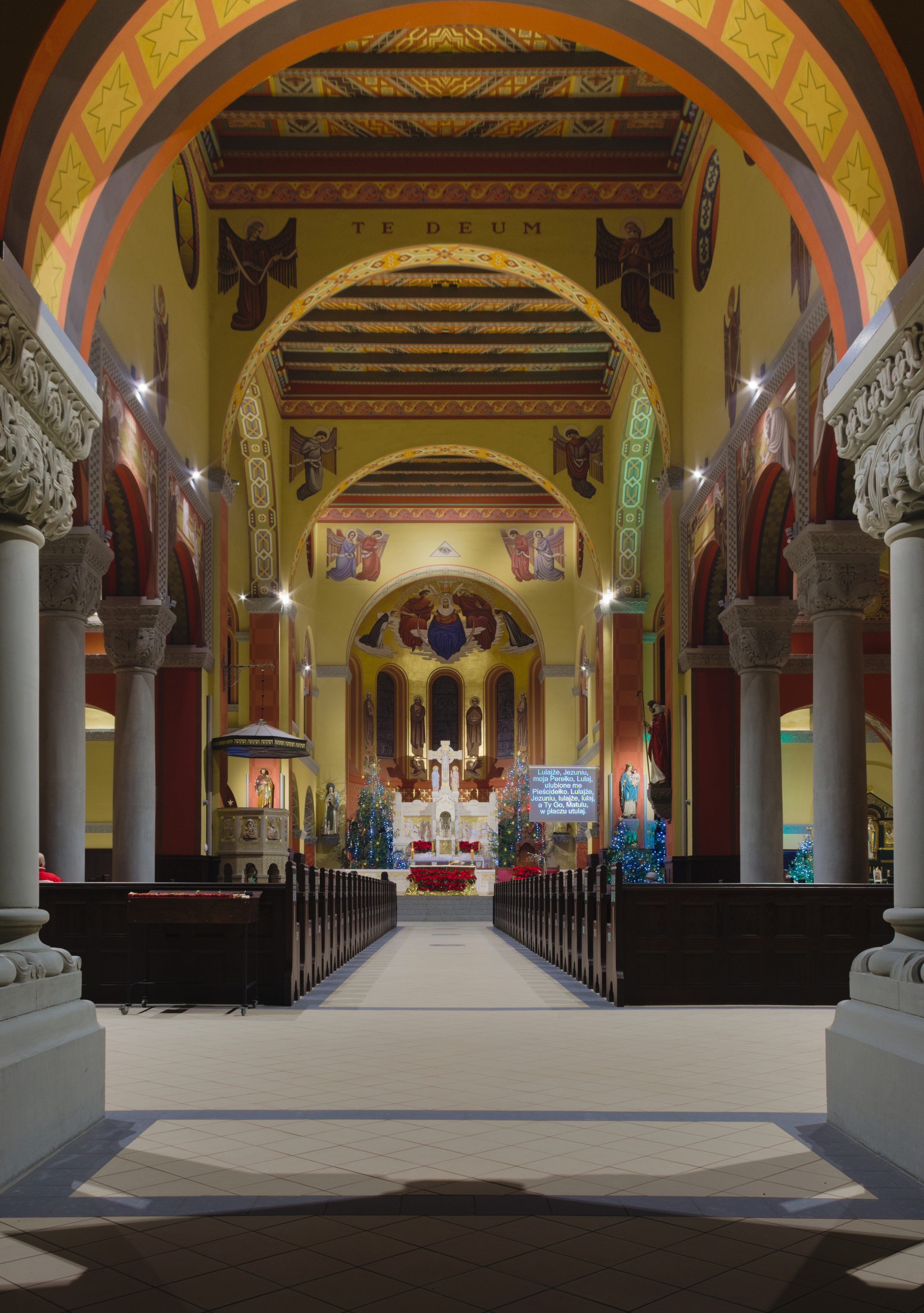
Innenraum

Die römisch-katholische Kirche St. Hyazinth in Rozbark (deutsch: Roßberg), einem Stadtteil von Bytom (Beuthen), ist das imposanteste Gebäude des Stadtteils.

## Geschichte
In Roßberg sprach man den slawisch-oberschlesischen Dialekt, anders im vorwiegend deutschsprachigen Beuthen. An der Stelle der heutigen Kirche wurde 1740 eine hölzerne Kapelle errichtet und 1801 eine kleine gemauerte Kirche St. Hyazinth erbaut, die 1868 niederbrannte. Der heutige Bau  wurde 1911 geweiht. Vorbild für das Gotteshaus, das sich durch den in Oberschlesien relativ seltenen neoromanischen Stil auszeichnet, war der Limburger Dom.

## Bauwerk
Die Basilika aus Sandstein ist gewestet und steht auf einem Kreuzgrundriss mit drei Schiffen, einem dreiseitig abgeschlossenen Querschiff und einem halbrund abgeschlossenen Chor. Die Front wird von zwei quadratischen, sechsstöckigen Türmen dominiert. Unter der Kirche bildet die St.-Josef-Krypta, die sich unter der „regulären“ Kirche befindet, praktisch eine eigene Kirche, die sog. Unterkirche. Der Innenraum besticht durch reiche Wandmalereien und Kapitelle. Bemerkenswert sind überdies die an mehreren Stellen erhaltenen zweisprachigen deutsch-polnischen Inschriften. Diese überdauerten sowohl die Herrschaft der deutschen Nationalsozialisten als auch der polnischen Kommunisten und sind heute ein Zeugnis des überwiegend friedlichen Zusammenlebens der deutsch- und polnischsprachigen Oberschlesier.

## Nachweise
- kościół parafialny pw. św. Jacka. In: zabytek.pl. Abgerufen am 18. April 2025.
- Dawid Smolorz: Im Schatten der Hyazinthkirche. 16. April 2025, abgerufen am 18. April 2025.

Koordinaten: 50° 21′ 0″ N, 18° 55′ 45,1″ O